# Veikkausliiga 2016
La Veikkausliiga 2016 è stata la centosettesima edizione della massima serie del campionato finlandese di calcio, la ventisettesima come Veikkausliiga. Il campionato, iniziato il 2 aprile e terminato il 23 ottobre, con il formato a girone unico e composto da dodici squadre, venne vinto dall'IFK Mariehamn per la prima volta nella sua storia. Capocannoniere del torneo fu Roope Riski, calciatore del SJK, con 17 reti realizzate.

## Stagione

### Novità
Dalla Veikkausliiga 2015 vennero retrocessi il KTP e lo Jaro, mentre dalla Ykkönen 2015 vennero promossi il PS Kemi Kings e il PK-35 Vantaa, vincitore dello spareggio contro il KTP.

### Formula
Le dodici squadre si affrontavano tre volte nel corso del campionato, per un totale di 33 giornate. La prima classificata era decretata campione di Finlandia e veniva ammessa alla UEFA Champions League 2017-2018. La seconda e la terza classificata venivano ammesse al primo turno di qualificazione della UEFA Europa League 2017-2018. Se la vincitrice della Suomen Cup, ammessa al primo turno di qualificazione della UEFA Europa League 2017-2018, si classificava al secondo o al terzo posto, la quarta classificata veniva ammessa al primo turno di qualificazione della UEFA Europa League. L'ultima classificata veniva retrocessa direttamente in Ykkönen, mentre la tredicesima classificata affrontava la seconda classificata in Ykkönen in uno spareggio promozione/retrocessione.

### Avvenimenti
Il 9 aprile 2016 l'SJK ha schierato alcuni calciatori non registrati alla federazione per tempo nella partita contro il PS Kemi Kings, terminata col punteggio di 2-0 per l'SJK. Di conseguenza la federazione finlandese ha assegnato la vittoria a tavolino per 3-0 al PS Kemi Kings.
Il 5 agosto 2016 la SPL e il comitato licenze UEFA hanno inflitto al PK-35 Vantaa una penalizzazione di 6 punti per non aver pagato determinate tasse o averle pagate in ritardo.

## Squadre partecipanti
| Club          | Stagione | Città     | Stadio                        | Stagione 2015              |
| ------------- | -------- | --------- | ----------------------------- | -------------------------- |
| HIFK          | dettagli | Helsinki  | Sonera Stadium                | 7º posto in Veikkausliiga  |
| HJK           | dettagli | Helsinki  | Sonera Stadium                | 3º posto in Veikkausliiga  |
| IFK Mariehamn | dettagli | Mariehamn | Wiklöf Holding Arena          | 6º posto in Veikkausliiga  |
| Ilves         | dettagli | Tampere   | Tammelan stadion              | 8º posto in Veikkausliiga  |
| Inter Turku   | dettagli | Turku     | Veritas-stadion               | 4º posto in Veikkausliiga  |
| KuPS          | dettagli | Kuopio    | Savon Sanomat Areena          | 9º posto in Veikkausliiga  |
| Lahti         | dettagli | Lahti     | Lahden Stadion                | 5º posto in Veikkausliiga  |
| PK-35 Vantaa  | dettagli | Vantaa    | Myyrmäen jalkapallostadion    | 2º posto in Ykkönen        |
| PS Kemi Kings | dettagli | Kemi      | Sauvosaaren Urheilupuisto     | 1º posto in Ykkönen        |
| RoPS          | dettagli | Rovaniemi | Rovaniemen Keskuskenttä       | 2º posto in Veikkausliiga  |
| SJK           | dettagli | Seinäjoki | Seinäjoen Keskuskenttä        | Campione di Finlandia      |
| VPS           | dettagli | Vaasa     | Hietalahden jalkapallostadion | 10º posto in Veikkausliiga |

## Classifica finale
|  | Pos. | Squadra           | Pt | G  | V  | N  | P  | GF | GS | DR  |
|  | ---- | ----------------- | -- | -- | -- | -- | -- | -- | -- | --- |
|  | 1.   | IFK Mariehamn     | 61 | 33 | 17 | 10 | 6  | 40 | 25 | +15 |
|  | 2.   | HJK               | 58 | 33 | 16 | 10 | 7  | 52 | 36 | +16 |
|  | 3.   | SJK               | 57 | 33 | 17 | 6  | 10 | 49 | 36 | +13 |
|  | 4.   | VPS               | 53 | 33 | 15 | 8  | 10 | 36 | 27 | +9  |
|  | 5.   | Ilves             | 52 | 33 | 15 | 7  | 11 | 36 | 35 | +1  |
|  | 6.   | RoPS              | 50 | 33 | 13 | 11 | 9  | 43 | 33 | +10 |
|  | 7.   | KuPS              | 49 | 33 | 14 | 7  | 12 | 37 | 31 | +6  |
|  | 8.   | Lahti             | 42 | 33 | 10 | 12 | 11 | 42 | 43 | -1  |
|  | 9.   | PS Kemi Kings     | 35 | 33 | 10 | 5  | 18 | 29 | 48 | -19 |
|  | 10.  | HIFK              | 34 | 33 | 8  | 10 | 15 | 35 | 39 | -24 |
|  | 11.  | Inter Turku       | 32 | 33 | 7  | 11 | 15 | 28 | 41 | -13 |
|  | 12.  | PK-35 Vantaa (-6) | 13 | 33 | 4  | 7  | 22 | 32 | 65 | -33 |

Legenda:
      Campione di Finlandia e ammessa alla UEFA Champions League 2017-2018
      Ammesse alla UEFA Europa League 2017-2018
 Ammesso allo spareggio retrocessione-promozione
      Retrocessa in Ykkönen
Note:
Tre punti a vittoria, uno a pareggio, zero a sconfitta.
La classifica viene stilata secondo i seguenti criteri:
- Punti conquistati
- Differenza reti generale
- Reti totali realizzate
- Punti conquistati negli scontri diretti
- Differenza reti negli scontri diretti
- Reti realizzate negli scontri diretti
- Minor numero di reti subite in trasferta†
- Reti realizzate in casa†
- Minor numero di reti subite in casa†
- Spareggio†
- Sorteggio

† solo per decidere il campione, la partecipazione alle coppe europee, la retrocessione
Il PK-35 Vantaa sconta 6 punti di penalizzazione

## Risultati

### Partite (1-22)
|               | HIFK | HJK  | IFK  | Ilv  | Int  | KuPS | Lah  | PK   | PSK  | RoPS | SJK  | VPS  |
| ------------- | ---- | ---- | ---- | ---- | ---- | ---- | ---- | ---- | ---- | ---- | ---- | ---- |
| HIFK          | –––– | 0-0  | 0-1  | 0-1  | 1-2  | 3-2  | 2-2  | 1-2  | 0-0  | 1-1  | 1-1  | 0-1  |
| HJK           | 2-1  | –––– | 2-0  | 5-1  | 3-1  | 2-3  | 2-2  | 4-2  | 2-0  | 1-1  | 2-1  | 3-1  |
| IFK Mariehamn | 2-5  | 0-0  | –––– | 3-1  | 0-0  | 0-3  | 3-0  | 0-0  | 2-0  | 1-0  | 1-0  | 2-2  |
| Ilves         | 3-1  | 1-0  | 0-1  | –––– | 0-0  | 1-0  | 2-0  | 2-0  | 1-1  | 1-1  | 2-1  | 1-0  |
| Inter Turku   | 1-0  | 0-0  | 0-2  | 1-0  | –––– | 3-1  | 1-1  | 2-2  | 0-2  | 1-2  | 1-3  | 0-2  |
| KuPS          | 1-0  | 0-0  | 1-0  | 0-1  | 2-1  | –––– | 2-0  | 2-3  | 2-0  | 1-1  | 0-0  | 1-0  |
| Lahti         | 2-2  | 1-2  | 1-1  | 3-2  | 1-0  | 0-0  | –––– | 2-1  | 1-0  | 1-2  | 3-0  | 4-0  |
| PK-35         | 0-2  | 1-2  | 0-2  | 1-1  | 3-1  | 1-1  | 1-1  | –––– | 2-2  | 3-4  | 0-0  | 0-2  |
| PS Kemi       | 1-2  | 1-0  | 1-2  | 1-0  | 3-1  | 0-2  | 2-1  | 2-1  | –––– | 0-2  | 3-0  | 0-0  |
| RoPS          | 1-0  | 2-2  | 0-0  | 1-0  | 2-1  | 0-1  | 0-0  | 1-0  | 5-0  | –––– | 2-3  | 2-0  |
| SJK           | 2-1  | 2-3  | 0-1  | 0-2  | 1-0  | 1-0  | 4-1  | 3-2  | 1-0  | 3-1  | –––– | 1-0  |
| VPS           | 3-1  | 3-0  | 0-2  | 2-0  | 0-0  | 3-0  | 1-0  | 2-1  | 0-1  | 1-0  | 2-1  | –––– |

### Partite (23-33)
|               | HIFK | HJK  | IFK  | Ilv  | Int  | KuPS | Lah  | PK   | PSK  | RoPS | SJK  | VPS  |
| ------------- | ---- | ---- | ---- | ---- | ---- | ---- | ---- | ---- | ---- | ---- | ---- | ---- |
| HIFK          | –––– | 2-1  |      |      |      | 0-2  |      |      | 3-1  |      | 3-1  | 0-1  |
| HJK           |      | –––– | 1-1  |      |      | 1-0  | 1-4  | 2-0  |      | 2-1  | 0-0  |      |
| IFK Mariehamn | 1-0  |      | –––– | 2-1  | 1-1  |      |      | 4-2  | 1-0  |      |      | 0-0  |
| Ilves         | 1-1  | 1-3  |      | –––– |      |      |      |      | 2-0  | 2-1  |      | 0-0  |
| Inter Turku   | 0-0  | 3-2  |      | 0-1  | –––– |      |      |      | 0-0  | 1-1  |      | 1-1  |
| KuPS          |      |      | 2-1  | 1-2  | 0-2  | –––– |      | 3-0  | 1-0  |      |      |      |
| Lahti         | 0-0  |      | 0-2  | 0-0  | 1-2  | 1-1  | –––– | 2-0  |      |      |      |      |
| PK-35         | 0-2  |      |      | 1-3  | 2-1  |      |      | –––– | 0-1  |      |      | 1-2  |
| PS Kemi       |      | 0-2  |      |      |      |      | 2-4  |      | –––– | 3-1  | 1-3  | 1-4  |
| RoPS          | 0-0  |      | 1-1  |      |      | 2-1  | 3-0  | 1-0  |      | –––– | 1-1  |      |
| SJK           |      |      | 1-0  | 4-0  | 1-0  | 1-0  | 2-2  | 5-0  |      |      | –––– |      |
| VPS           |      | 0-0  |      |      |      | 1-1  | 0-1  |      |      | 1-0  | 1-2  | –––– |

## Spareggio promozione/retrocessione
|             | Risultati |             | Luogo e data           |
| ----------- | --------- | ----------- | ---------------------- |
| TPS         | 0 - 0     | Inter Turku | Turku, 26 ottobre 2016 |
| Inter Turku | 2 - 0     | TPS         | Turku, 29 ottobre 2016 |
|             |           |             |                        |

## Statistiche

### Classifica marcatori
| Gol |  |  | Giocatore           | Squadra                    |
| --- |  |  | ------------------- | -------------------------- |
| 17  |  |  | Roope Riski         | SJK                        |
| 16  |  |  | Njazi Kuqi          | Inter Turku (8), PK-35 (8) |
| 16  |  |  | Alfredo Morelos     | HJK                        |
| 14  |  |  | Gbolahan Salami     | KuPS                       |
| 13  |  |  | Billy Ions          | SJK (5), PS Kemi Kings (8) |
| 12  |  |  | Dever Orgill        | IFK Mariehamn              |
| 11  |  |  | Robert Taylor       | RoPS                       |
| 10  |  |  | Pyry Soiri          | VPS                        |
| 10  |  |  | Jasse Tuominen      | Lahti                      |
| 9   |  |  | Lauri Ala-Myllymäki | Ilves                      |
| 9   |  |  | Aleksandr Kokko     | RoPS                       |
| 9   |  |  | Jussi Vasara        | SJK                        |